# My Little World
Chansons représentant l'Autriche au Concours Eurovision de la chanson
Falter im Wind
(1972) Boom Boom Boomerang
(1977)
My Little World est la chanson représentant l'Autriche au Concours Eurovision de la chanson 1976. Elle est interprétée par Waterloo & Robinson.
Il s'agit de la première chanson anglophone de l'Autriche pour le Concours. Waterloo & Robinson enregistrent aussi une version allemande, Meine kleine Welt.
La chanson est la quartorzième de la soirée, suivant We'll Live It All Again interprétée par Al Bano & Romina Power pour l'Italie et précédant Uma flor de verde pinho interprétée par Carlos do Carmo pour le Portugal.
À la fin des votes, My Little World obtient 80 points et prend la cinquième place sur dix-huit participants.

## Source de la traduction
- (en) Cet article est partiellement ou en totalité issu de l’article de Wikipédia en anglais intitulé « My Little World (song) » (voir la liste des auteurs).